# Halton Arp
Pour les articles homonymes, voir Arp.
Halton Christian « Chip » Arp est un astronome américain né le 21 mars 1927 à New York et mort le 28 décembre 2013.

## Biographie
Halton Christian « Chip » Arp naît le 21 mars 1927. Il est connu notamment pour son Atlas de galaxies particulières (Atlas of Peculiar Galaxies),  publié en 1966. Il est aussi remarqué pour avoir critiqué la théorie du Big Bang et pour avoir remis en question la théorie selon laquelle le décalage vers le rouge des quasars indique leur grande distance, défendant une cosmologie non standard comprenant un décalage vers le rouge intrinsèque.
Il s'est marié 3 fois et a eu 4 filles dont l'une, Andrice Arp est autrice de comics.